# Via Laurentina
La via Laurentina est une route provinciale (SP95b), longue d'environ 42 km, qui relie Rome à Tor San Lorenzo, frazione d'Ardea.

## Itinéraire
La via Laurentina débute à l'intérieur de Rome à la via Ostiense, dans le quartier Ostiense, précisément sous un pont de la métropolitaine de Rome Ligne B menant, elle est située aux confins des quartiers Europa à l'Ouest, Ardeatino et Giuliano-Dalmata à l'Est, puis dans la zone Fonte Ostiense et le quartier Giuliano-Dalmata et les zones Vallerano et Castel di Decima de la zone Castel di Leva.
Une fois sortie de Rome, à la hauteur du croisement avec la route menant à Albano, elle traverse Santa Procula, frazione de Pomezia, croise la route nationale 148, qui va de Latina à Ardea.
Elle arrive finalement à la localité balnéaire de Tor San Lorenzo et se raccorde à la strada statale SS601 Ostie-Anzio (« via Litoranea »).
Le long de la route au kilomètre 14, se trouve le cimetière Laurentino, où le compositeur Ennio Morricone est inhumé.

## Histoire
L'ancienne voie Laurentina se séparait de la Ostiense au kilomètre 6,5 dans l'actuelle Tor di Valle en suivant au fond de la vallée le fosso Acqua Acetosa Ostiense-Vallerano et arrivait à Laurentum.
Au VIe mille romaine (actuellement kilomètre 11,50 de la Pontina) des fouilles archéologiques ont mis au jour un temple dédié au dieu Terminus et une nécropole.

## Source de traduction
- (it) Cet article est partiellement ou en totalité issu de l’article de Wikipédia en italien intitulé « Via Laurentina » (voir la liste des auteurs).